# Валавичюс, Эгидиюс
Эгидиюс Валавичюс (лит. Egidijus Valavičius; 23 декабря 1978, Мариямполе) — литовский боец смешанного стиля средней и полутяжёлой весовых категорий. Выступает на профессиональном уровне начиная с 2000 года, известен по участию в турнирах таких организаций как Rings, Pride, К-1, Bellator, чемпион промоушена Sugar Creek Showdown.

## Биография
Родился 23 декабря 1978 года в городе Мариямполе Литовской ССР.

### Профессиональная карьера
Дебютировал в ММА на профессиональном уровне в августе 2000 года на турнире Rings в России, своего первого соперника победил техническим нокаутом в первом раунде. Первое в карьере поражение потерпел в мае 2001 года, единогласным решением судей от российского самбиста Андрея Копылова. Довольно часто дрался на турнирах Rings в Литве и Японии, участвовал в турнире на выбывание: в стартовом бою досрочно победил японца Ясухито Намэкаву, но затем на стадии полуфиналов рычагом локтя проиграл австралийцу Крису Хейзмену. Также в этот период встречался со знаменитым Фёдором Емельяненко, продержался с ним до второго раунда, после чего проиграл болевым приёмом «кимура».
В 2004 году провёл один бой в крупнейшем японском промоушене Pride, здесь снова вышел на ринг против Ясухито Намэкавы, и на сей раз японец взял реванш, поймав литовца в удушающий приём «гильотина».
Дальнейшая карьера Валавичюса пошла на спад, он выступал в основном в Литве и Финляндии, дрался с малоизвестными бойцами и периодически проигрывал. В декабре 2006 года на международном турнире в Москве встретился с российским самбистом Дмитрием Заболотным и потерпел от него поражение рычагом локтя уже в первом раунде. В 2010 году успешно выступил на турнире К-1 в Вильнюсе, затем, однако, на турнире в Праге проиграл известному венгерскому бойцу Аттиле Вегу. Выступал в промоушенах King of Kings и Bushido, в 2012 году впервые дрался в США — провёл три боя в новоявленной организации Flawless.
В начале 2014 года, имея в послужном списке 25 побед и 10 поражений, Эгидиюс Валавичюс подписал контракт с крупной американской организацией Bellator. Одержав победу в дебютном поединке на Bellator 110, принял участие в гран-при полутяжёлого веса: в четвертьфинале раздельным решением судей взял верх над Карлосом Эдуарду, однако на стадии полуфиналов техническим нокаутом проиграл англичанину Лиаму Макгири. Уже в августе того же года был уволен из Bellator.
Несмотря на множественные поражения, Валавичус продолжил выступать в Америке, в частности в ноябре 2015 года завоевал титул чемпиона в полутяжёлой весовой категории по версии американской организации Sugar Creek Showdown — в титульном бою заставил сдаться опытнейшего американца Джереми Хорна. При первой же защите в марте 2016 года лишился чемпионского пояса, проиграв единогласным решением судей Тони Лопесу.

## Статистика в ММА
| Боёв 41  | Побед 29 | Поражений 12 |
| -------- | -------- | ------------ |
| Нокаутом | 17       | 3            |
| Сдачей   | 7        | 5            |
| Решением | 5        | 4            |

| Результат | Рекорд | Соперник            | Способ                       | Турнир                                                    | Дата             | Раунд | Время | Место                | Примечание                                       |
| --------- | ------ | ------------------- | ---------------------------- | --------------------------------------------------------- | ---------------- | ----- | ----- | -------------------- | ------------------------------------------------ |
| Поражение | 29–12  | Тони Лопес          | Единогласное решение         | Sugar Creek Showdown 29: Thunderstruck                    | 26 марта 2016    | 5     | 5:00  | Хинтон, США          | Лишился титула чемпиона SWS в полутяжёлом весе   |
| Победа    | 29-11  | Джереми Хорн        | Голосовая сдача              | Sugar Creek Showdown 28: Shockwave                        | 14 ноября 2015   | 1     | 0:56  | Хинтон, США          | Выиграл титул чемпиона SWS в полутяжёлом весе    |
| Победа    | 28-11  | Юрий Горбенко       | KO (прямой удар ногой)       | Big Fight II in Klaipeda                                  | 5 декабря 2014   | 1     |       | Клайпеда, Литва      |                                                  |
| Поражение | 27-11  | Лиам Макгири        | TKO (коленями и руками)      | Bellator 122                                              | 25 июля 2014     | 1     | 2:10  | Темекьюла, США       | Полуфинал гран-при полутяжёлого веса.            |
| Победа    | 27-10  | Карлус Эдуарду      | Раздельное решение           | Bellator 121                                              | 6 июня 2014      | 3     | 5:00  | Такервилл, США       | Четвертьфинал гран-при полутяжёлого веса.        |
| Победа    | 26-10  | Атанас Джамбазов    | KO (коленом и рукой)         | Bellator 110                                              | 28 февраля 2014  | 1     | 0:48  | Анкасвилл, США       |                                                  |
| Победа    | 25-10  | Дэн Макглассон      | Единогласное решение         | Flawless FC 3: California Love                            | 18 мая 2013      | 3     | 5:00  | Инглвуд, США         |                                                  |
| Поражение | 24-10  | Калли Баттерфилд    | Единогласное решение         | Flawless FC 2: Hated                                      | 15 декабря 2012  | 3     | 5:00  | Чикаго, США          |                                                  |
| Победа    | 24-9   | Эрик Хаммерич       | Рычаг локтя                  | Flawless FC 1: The Beginning                              | 4 августа 2012   | 1     | 0:58  | Чикаго, США          |                                                  |
| Победа    | 23-9   | Кшиштоф Можишек     | TKO (удар ногой)             | Bushido HERO’S World GP 2011 Lithuania                    | 19 ноября 2011   | 1     | N/A   | Вильнюс, Литва       |                                                  |
| Победа    | 22-9   | Хендрик Ошман       | TKO (удары руками)           | Bushido HERO’S World GP 2011 Lithuania                    | 19 ноября 2011   | 1     | 0:13  | Вильнюс, Литва       |                                                  |
| Победа    | 21-9   | Сергей Сохо         | Удушение «треугольником»     | BUSHIDO FC 2011 IN LONDON Vol.47                          | 5 ноября 2011    | 1     | 1:14  | Лондон, Англия       |                                                  |
| Победа    | 20-9   | Георге Дручиоч      | TKO (удары руками)           | King of Kings: World Grand Prix 2011                      | 10 октября 2011  | 1     | N/A   | Кишинёв, Молдавия    |                                                  |
| Победа    | 19-9   | Дмитрий Булгак      | KO (удар рукой)              | King of Kings: World Grand Prix 2011                      | 10 июня 2011     | 1     | 0:13  | Люблин, Польша       |                                                  |
| Поражение | 18-9   | Малик Мерад         | TKO (остановлен врачом)      | King of Kings: World Grand Prix 2011                      | 19 марта 2011    | 1     | N/A   | Вильнюс, Литва       |                                                  |
| Победа    | 18-8   | Сергей Соха         | TKO (травма колена)          | Hero’s Lithuania 2010                                     | 20 ноября 2010   | 1     | 4:44  | Вильнюс, Литва       |                                                  |
| Поражение | 17-8   | Аттила Вег          | Единогласное решение         | HG: Heroes Gate 1                                         | 5 мая 2010       | 2     | 5:00  | Прага, Чехия         |                                                  |
| Победа    | 17-7   | Денис Богданов      | Болевой на шею               | K-1 World Grand Prix 2010 in Vilnius                      | 10 апреля 2010   | 1     | 2:14  | Вильнюс, Литва       |                                                  |
| Победа    | 16-7   | Александр Гребёнкин | TKO (остановлен врачом)      | Bushido Lithuania: Hero’s 2009                            | 14 ноября 2009   | 1     | 4:20  | Вильнюс, Литва       |                                                  |
| Победа    | 15-7   | Антоний Хмелевский  | Единогласное решение         | Hell Cage Championship: Hell Cage 4                       | 20 сентября 2009 | 3     | 5:00  | Прага, Чехия         |                                                  |
| Победа    | 14-7   | Жан-Пьер Вафлар     | KO (удар рукой)              | Bushido Lithuania:Hero’s 2008                             | 8 ноября 2008    | 1     | 0:08  | Вильнюс, Литва       |                                                  |
| Победа    | 13-7   | Маттео Минонцио     | KO (удары руками)            | Bushido Lithuania: The Battle Field 2008                  | 16 марта 2008    | 1     | 4:56  | Вильнюс, Литва       |                                                  |
| Победа    | 12-7   | Джейсон Джонс       | Решение большинства          | Hero’s Lithuania 2007                                     | 10 ноября 2007   | 3     | 5:00  | Вильнюс, Литва       |                                                  |
| Поражение | 11-7   | Дмитрий Заболотный  | Рычаг локтя                  | International Absolute Fighting Council: Championship Cup | 2 декабря 2006   | 1     | 2:15  | Москва, Россия       |                                                  |
| Победа    | 11-6   | Александр Цурпиков  | TKO (остановлен рефери)      | Hero’s Lithuania                                          | 11 ноября 2006   | 1     | 0:41  | Вильнюс, Литва       |                                                  |
| Победа    | 10-6   | Юза Сааринен        | TKO (удары руками)           | ZST: Prestige                                             | 23 сентября 2006 | 1     | 3:44  | Турку, Финляндия     |                                                  |
| Победа    | 9-6    | Борис Йонстомп      | Единогласное решение         | K-1: World Max Eastern Europe                             | 10 марта 2006    | 3     | 5:00  | Вильнюс, Литва       |                                                  |
| Поражение | 8-6    | Жаир Гонсалвес      | Удушение сзади               | Hero’s Lithuania 2005                                     | 20 ноября 2005   | 3     | 2:55  | Вильнюс, Литва       |                                                  |
| Победа    | 8-5    | Андре Файит         | Удушение «треугольником»     | Rings Russia: CIS vs. The World                           | 20 августа 2005  | 1     | 2:28  | Турку, Финляндия     |                                                  |
| Поражение | 7-5    | Микко Руппонен      | TKO                          | Fight Festival 14                                         | 9 апреля 2005    | 1     | 3:47  | Хельсинки, Финляндия |                                                  |
| Победа    | 7-4    | Андре Файит         | TKO (удары руками)           | Shooto Lithuania: Bushido                                 | 10 ноября 2004   | 1     | 0:45  | Вильнюс, Литва       |                                                  |
| Победа    | 6-4    | Игорь Коляцин       | KO (удары руками)            | Shooto: Lithuania Gladiators                              | 29 сентября 2004 | 1     | 0:51  | Вильнюс, Литва       |                                                  |
| Поражение | 5-4    | Ясухито Намэкава    | Удушающий «гильотина»        | Pride Bushido 2                                           | 15 февраля 2004  | 1     | 1:07  | Иокогама, Япония     |                                                  |
| Победа    | 5-3    | Гела Гетсадзе       | Удушающий «гильотина»        | Shooto Lithuania: King of Bushido Stage 1                 | 14 ноября 2003   | 1     | 1:31  | Вильнюс, Литва       |                                                  |
| Поражение | 4-3    | Фёдор Емельяненко   | Болевой «кимура»             | Rings Lithuania: Bushido Rings 7: Adrenalinas             | 5 апреля 2003    | 2     | 1:11  | Вильнюс, Литва       |                                                  |
| Победа    | 4-2    | Кшиштоф Герке       | TKO (остановлен секундантом) | Rings Lithuania: Bushido Rings 5: Shock                   | 9 ноября 2002    | 1     | 5:00  | Вильнюс, Литва       |                                                  |
| Поражение | 3-2    | Крис Хейзмен        | Рычаг локтя                  | Rings: World Title Series 5                               | 21 декабря 2001  | 1     | 3:08  | Иокогама, Япония     | 2001 RINGS Absolute Class Tournament Semifinals  |
| Победа    | 3-1    | Ясухито Намэкава    | TKO (выброшено полотенце)    | Rings: World Title Series 4                               | 20 октября 2001  | 1     | 2:18  | Иокогама, Япония     | 2001 RINGS Absolute Class Tournament First Round |
| Поражение | 2-1    | Андрей Копылов      | Единогласное решение         | Rings: World Title Series 2                               | 8 мая 2001       | 2     | 5:00  | Вильнюс, Литва       |                                                  |
| Победа    | 2-0    | Ахмед Сигидгусенов  | Рычаг локтя                  | Rings Lithuania: Bushido Rings 1                          | 24 октября 2000  | 2     | 4:37  | Вильнюс, Литва       |                                                  |
| Победа    | 1-0    | Денис Байков        | TKO                          | Rings: Russia vs. Georgia                                 | 16 августа 2000  | 1     | 18:29 | Тула, Россия         |                                                  |